# Critérium international 2016
La 85e édition du Critérium international a eu lieu du 26 au 27 mars 2016. La course fait partie du calendrier UCI Europe Tour 2016 en catégorie 2.HC.
L'épreuve a été remportée par le Français Thibaut Pinot (FDJ), vainqueur des deuxième et troisième étapes, qui s'impose 37 secondes devant son compatriote Pierre Latour (AG2R La Mondiale) et 46 secondes devant le Néerlandais Sam Oomen (Giant-Alpecin).
Thibaut Pinot s'adjuge également le classement par points tandis qu'un autre Français, Rémy Di Grégorio (Delko-Marseille Provence-KTM), gagne celui de la montagne. Pierre Latour termine meilleur jeune et la formation française FDJ meilleure équipe.
La course est marquée par l'arrêt cardiaque lors de la première étape à 25 kilomètres de l'arrivée du Belge Daan Myngheer (Roubaix Métropole européenne de Lille), qui meurt après trois jours de soins intensifs dans un hôpital d'Ajaccio.
À la suite de l'annonce d'Amaury Sport Organisation le 18 novembre 2016 annonçant l'arrêt de cette épreuve, la course 2016 sera la dernière.

## Présentation

### Équipes
Classé en catégorie 2.HC de l'UCI Europe Tour, le Critérium international est par conséquent ouvert aux WorldTeams dans la limite de 70 % des équipes participantes, aux équipes continentales professionnelles, aux équipes continentales françaises, aux équipes continentales étrangères dans la limite de deux, et à une équipe nationale française.
Seize équipes participent à ce Critérium international - cinq WorldTeams, huit équipes continentales professionnelles et trois équipes continentales :
| UCI WorldTeams   | UCI WorldTeams | UCI WorldTeams |
| Nom de l'équipe  | Pays           | Code           |
| ---------------- | -------------- | -------------- |
| AG2R La Mondiale | France         | ALM            |
| Cannondale       | États-Unis     | CPT            |
| FDJ              | France         | FDJ            |
| Giant-Alpecin    | Allemagne      | TGA            |
| IAM              | Suisse         | IAM            |

| Équipes continentales professionnelles | Équipes continentales professionnelles | Équipes continentales professionnelles |
| Nom de l'équipe                        | Pays                                   | Code                                   |
| -------------------------------------- | -------------------------------------- | -------------------------------------- |
| Bora-Argon 18                          | Allemagne                              | BOA                                    |
| Cofidis                                | France                                 | COF                                    |
| Delko-Marseille Provence-KTM           | France                                 | DMP                                    |
| Direct Énergie                         | France                                 | DEN                                    |
| Fortuneo-Vital Concept                 | France                                 | FVC                                    |
| ONE                                    | Royaume-Uni                            | ONE                                    |
| Roth                                   | Suisse                                 | ROT                                    |
| Stölting Service Group                 | Allemagne                              | SSG                                    |

| Équipes continentales                 | Équipes continentales | Équipes continentales |
| Nom de l'équipe                       | Pays                  | Code                  |
| ------------------------------------- | --------------------- | --------------------- |
| Armée de Terre                        | France                | ADT                   |
| HP BTP-Auber 93                       | France                | AUB                   |
| Roubaix Métropole européenne de Lille | France                | RML                   |

## Étapes
| Étape     | Date    | Villes étapes                     | type                        | Distance (km) | Vainqueur d'étape | Leader du classement général |
| --------- | ------- | --------------------------------- | --------------------------- | ------------- | ----------------- | ---------------------------- |
| 1re étape | 26 mars | Porto-Vecchio – Porto-Vecchio     | étape de plaine             | 90,5          | Sam Bennett       | Sam Bennett                  |
| 2e étape  | 26 mars | Porto-Vecchio – Porto-Vecchio     | contre-la-montre individuel | 7             | Thibaut Pinot     | Thibaut Pinot                |
| 3e étape  | 27 mars | Porto-Vecchio – col de l'Ospedale | étape de moyenne montagne   | 171,5         | Thibaut Pinot     | Thibaut Pinot                |

## Déroulement de la course

### 1reétape
| Classement de l'étape | Classement de l'étape | Classement de l'étape | Classement de l'étape        | Classement de l'étape |
|                       | Coureur               | Pays                  | Équipe                       | Temps                 |
| --------------------- | --------------------- | --------------------- | ---------------------------- | --------------------- |
| 1er                   | Sam Bennett           | Irlande               | Bora-Argon 18                | en 2 h 3 min 15 s     |
| 2e                    | Rudy Barbier          | France                | Roubaix Métropole Lille      | m.t                   |
| 3e                    | Romain Feillu         | France                | HP BTP-Auber 93              | m.t                   |
| 4e                    | Stéphane Poulhiès     | France                | Armée de Terre               | m.t                   |
| 5e                    | Samuel Dumoulin       | France                | AG2R La Mondiale             | m.t                   |
| 6e                    | Jimmy Raibaud         | France                | Armée de Terre               | m.t                   |
| 7e                    | Ramūnas Navardauskas  | Lituanie              | Cannondale                   | m.t                   |
| 8e                    | Fabian Wegmann        | Allemagne             | Stölting Service Group       | m.t                   |
| 9e                    | Benjamin Giraud       | France                | Delko-Marseille Provence-KTM | m.t                   |
| 10e                   | Armindo Fonseca       | France                | Fortuneo-Vital Concept       | m.t                   |
| modifier              |                       |                       |                              |                       |

| Classement général | Classement général   | Classement général | Classement général      | Classement général |
|                    | Coureur              | Pays               | Équipe                  | Temps              |
| ------------------ | -------------------- | ------------------ | ----------------------- | ------------------ |
| 1er                | Sam Bennett          | Irlande            | Bora-Argon 18           | en 2 h 3 min 9 s   |
| 2e                 | Rudy Barbier         | France             | Roubaix Métropole Lille | + 2 s              |
| 3e                 | Lilian Calmejane     | France             | Direct Énergie          | + 3 s              |
| 4e                 | Romain Feillu        | France             | HP BTP-Auber 93         | + 4 s              |
| 5e                 | Pierre Latour        | France             | AG2R La Mondiale        | + 5 s              |
| 6e                 | Stéphane Poulhiès    | France             | Armée de Terre          | + 6 s              |
| 7e                 | Samuel Dumoulin      | France             | AG2R La Mondiale        | + 6 s              |
| 8e                 | Jimmy Raibaud        | France             | Armée de Terre          | + 6 s              |
| 9e                 | Ramūnas Navardauskas | Lituanie           | Cannondale              | + 6 s              |
| 10e                | Fabian Wegmann       | Allemagne          | Stölting Service Group  | + 6 s              |
| modifier           |                      |                    |                         |                    |

### 2eétape
| Classement de l'étape | Classement de l'étape  | Classement de l'étape | Classement de l'étape | Classement de l'étape |
|                       | Coureur                | Pays                  | Équipe                | Temps                 |
| --------------------- | ---------------------- | --------------------- | --------------------- | --------------------- |
| 1er                   | Thibaut Pinot          | France                | FDJ                   | en 9 min 11 s         |
| 2e                    | Jérôme Coppel          | France                | IAM                   | + 2 s                 |
| 3e                    | Alexandre Geniez       | France                | FDJ                   | + 3 s                 |
| 4e                    | Moreno Moser           | Italie                | Cannondale            | + 4 s                 |
| 5e                    | Jean-Christophe Péraud | France                | AG2R La Mondiale      | + 5 s                 |
| 6e                    | Ramūnas Navardauskas   | Lituanie              | Cannondale            | + 10 s                |
| 7e                    | Sam Oomen              | Pays-Bas              | Giant-Alpecin         | + 10 s                |
| 8e                    | Matthias Brändle       | Autriche              | IAM                   | + 10 s                |
| 9e                    | Jérémy Roy             | France                | FDJ                   | + 12 s                |
| 10e                   | Lawson Craddock        | États-Unis            | Cannondale            | + 17 s                |
| modifier              |                        |                       |                       |                       |

| Classement général | Classement général     | Classement général | Classement général | Classement général |
|                    | Coureur                | Pays               | Équipe             | Temps              |
| ------------------ | ---------------------- | ------------------ | ------------------ | ------------------ |
| 1er                | Thibaut Pinot          | France             | FDJ                | en 2 h 12 min 26 s |
| 2e                 | Jérôme Coppel          | France             | IAM                | + 2 s              |
| 3e                 | Alexandre Geniez       | France             | FDJ                | + 3 s              |
| 4e                 | Moreno Moser           | Italie             | Cannondale         | + 4 s              |
| 5e                 | Jean-Christophe Péraud | France             | AG2R La Mondiale   | + 5 s              |
| 6e                 | Ramūnas Navardauskas   | Lituanie           | Cannondale         | + 10 s             |
| 7e                 | Sam Oomen              | Pays-Bas           | Giant-Alpecin      | + 10 s             |
| 8e                 | Matthias Brändle       | Autriche           | IAM                | + 10 s             |
| 9e                 | Sam Bennett            | Irlande            | Bora-Argon 18      | + 16 s             |
| 10e                | Lawson Craddock        | États-Unis         | Cannondale         | + 17 s             |
| modifier           |                        |                    |                    |                    |

### 3eétape
| Classement de l'étape | Classement de l'étape | Classement de l'étape | Classement de l'étape | Classement de l'étape |
|                       | Coureur               | Pays                  | Équipe                | Temps                 |
| --------------------- | --------------------- | --------------------- | --------------------- | --------------------- |
| 1er                   | Thibaut Pinot         | France                | FDJ                   | en 4 h 34 min 18 s    |
| 2e                    | Pierre Latour         | France                | AG2R La Mondiale      | + 7 s                 |
| 3e                    | Arnold Jeannesson     | France                | Cofidis               | + 12 s                |
| 4e                    | Alexis Vuillermoz     | France                | AG2R La Mondiale      | + 23 s                |
| 5e                    | Sam Oomen             | Pays-Bas              | Giant-Alpecin         | + 26 s                |
| 6e                    | Lawson Craddock       | États-Unis            | Cannondale            | + 39 s                |
| 7e                    | Dominik Nerz          | Allemagne             | Bora-Argon 18         | + 47 s                |
| 8e                    | Romain Sicard         | France                | Direct Énergie        | + 1 min 22 s          |
| 9e                    | Davide Villella       | Italie                | Cannondale            | + 1 min 44 s          |
| 10e                   | Alexandre Geniez      | France                | FDJ                   | + 1 min 52 s          |
| modifier              |                       |                       |                       |                       |

## Classements finals

### Classement général final
| Classement général final | Classement général final | Classement général final | Classement général final | Classement général final |
|                          | Coureur                  | Pays                     | Équipe                   | Temps                    |
| ------------------------ | ------------------------ | ------------------------ | ------------------------ | ------------------------ |
| 1er                      | Thibaut Pinot            | France                   | FDJ                      | en 6 h 46 min 34 s       |
| 2e                       | Pierre Latour            | France                   | AG2R La Mondiale         | + 37 s                   |
| 3e                       | Sam Oomen                | Pays-Bas                 | Giant-Alpecin            | + 46 s                   |
| 4e                       | Arnold Jeannesson        | France                   | Cofidis                  | + 48 s                   |
| 5e                       | Alexis Vuillermoz        | France                   | AG2R La Mondiale         | + 1 min 2 s              |
| 6e                       | Lawson Craddock          | États-Unis               | Cannondale               | + 1 min 6 s              |
| 7e                       | Dominik Nerz             | Allemagne                | Bora-Argon 18            | + 1 min 47 s             |
| 8e                       | Romain Sicard            | France                   | Direct Énergie           | + 1 min 54 s             |
| 9e                       | Alexandre Geniez         | France                   | FDJ                      | + 2 min 5 s              |
| 10e                      | Davide Villella          | Italie                   | Cannondale               | + 2 min 13 s             |
| modifier                 |                          |                          |                          |                          |

### Classements annexes
| Classement par points | Classement par points | Classement par points | Classement par points | Classement par points |
| --------------------- | --------------------- | --------------------- | --------------------- | --------------------- |
|                       | Coureur               | Pays                  | Équipe                | Point(s)              |
| 1er                   | Thibaut Pinot         | France                | FDJ                   | 30 points             |
| 2e                    | Pierre Latour         | France                | AG2R La Mondiale      | 13 pts                |
| 3e                    | Sam Oomen             | Pays-Bas              | Giant-Alpecin         | 12 pts                |
| modifier              |                       |                       |                       |                       |

| Classement de la montagne | Classement de la montagne | Classement de la montagne | Classement de la montagne    | Classement de la montagne |
| ------------------------- | ------------------------- | ------------------------- | ---------------------------- | ------------------------- |
|                           | Coureur                   | Pays                      | Équipe                       | Point(s)                  |
| 1er                       | Rémy Di Grégorio          | France                    | Delko-Marseille Provence-KTM | 24 points                 |
| 2e                        | Thomas Voeckler           | France                    | Direct Énergie               | 12 pts                    |
| 3e                        | Quentin Pacher            | France                    | Delko-Marseille Provence-KTM | 10 pts                    |
| modifier                  |                           |                           |                              |                           |

| Classement du meilleur jeune | Classement du meilleur jeune | Classement du meilleur jeune | Classement du meilleur jeune | Classement du meilleur jeune |
|                              | Coureur                      | Pays                         | Équipe                       | Temps                        |
| ---------------------------- | ---------------------------- | ---------------------------- | ---------------------------- | ---------------------------- |
| 1er                          | Pierre Latour                | France                       | AG2R La Mondiale             | en 6 h 47 min 11 s           |
| 2e                           | Sam Oomen                    | Pays-Bas                     | Giant-Alpecin                | + 9 s                        |
| 3e                           | Lawson Craddock              | États-Unis                   | Cannondale                   | + 29 s                       |
| modifier                     |                              |                              |                              |                              |

| Classement par équipes | Classement par équipes | Classement par équipes | Classement par équipes |
|                        | Équipe                 | Pays                   | Temps                  |
| ---------------------- | ---------------------- | ---------------------- | ---------------------- |
| 1re                    | FDJ                    | France                 | en 20 h 25 min 7 s     |
| 2e                     | Cannondale             | États-Unis             | + 27 s                 |
| 3e                     | AG2R La Mondiale       | France                 | + 34 s                 |
| modifier               |                        |                        |                        |

### UCI Europe Tour
Ce Critérium international attribue des points pour l'UCI Europe Tour 2016, y compris aux coureurs faisant partie d'une équipe ayant un label WorldTeam. De plus la course donne le même nombre de points individuellement à tous les coureurs pour le Classement mondial UCI 2016.
| Position           | 1er | 2e  | 3e  | 4e  | 5e | 6e | 7e | 8e | 9e | 10e | 11e | 12e | 13e | 14e | 15e | 16e à 30e | 31e à 40e |
| Classement général | 200 | 150 | 125 | 100 | 85 | 70 | 60 | 50 | 40 | 35  | 30  | 25  | 20  | 15  | 10  | 5         | 3         |
| Par étape          | 20  | 10  | 5   |     |    |    |    |    |    |     |     |     |     |     |     |           |           |
| Leader, par étape  | 5   |     |     |     |    |    |    |    |    |     |     |     |     |     |     |           |           |

| Cycliste               | Équipe                       | Général | Étape | Leader | Total |
| ---------------------- | ---------------------------- | ------- | ----- | ------ | ----- |
| Thibaut Pinot          | FDJ                          | 200     | 40    | 5      | 245   |
| Pierre Latour          | AG2R La Mondiale             | 150     | 10    | -      | 160   |
| Sam Oomen              | Giant-Alpecin                | 125     | -     | -      | 125   |
| Arnold Jeannesson      | Cofidis                      | 100     | 5     | -      | 105   |
| Alexis Vuillermoz      | AG2R La Mondiale             | 85      | -     | -      | 85    |
| Lawson Craddock        | Cannondale                   | 70      | -     | -      | 70    |
| Dominik Nerz           | Bora-Argon 18                | 60      | -     | -      | 60    |
| Romain Sicard          | Direct Énergie               | 50      | -     | -      | 50    |
| Alexandre Geniez       | FDJ                          | 40      | 5     | -      | 45    |
| Davide Villella        | Cannondale                   | 35      | -     | -      | 35    |
| Phillip Gaimon         | Cannondale                   | 30      | -     | -      | 30    |
| Sam Bennett            | Bora-Argon 18                | -       | 20    | 5      | 25    |
| Sébastien Reichenbach  | FDJ                          | 25      | -     | -      | 25    |
| Emanuel Buchmann       | Bora-Argon 18                | 20      | -     | -      | 20    |
| Paul Voss              | Bora-Argon 18                | 15      | -     | -      | 15    |
| Rudy Barbier           | Roubaix Métropole Lille      | -       | 10    | -      | 10    |
| Lilian Calmejane       | Direct Énergie               | 10      | -     | -      | 10    |
| Jérôme Coppel          | IAM                          | -       | 10    | -      | 10    |
| Flavien Dassonville    | HP BTP-Auber 93              | 5       | -     | -      | 5     |
| Stefan Denifl          | IAM                          | 5       | -     | -      | 5     |
| Pierrick Fédrigo       | Fortuneo-Vital Concept       | 5       | -     | -      | 5     |
| Romain Feillu          | HP BTP-Auber 93              | -       | 5     | -      | 5     |
| Delio Fernández        | Delko-Marseille Provence-KTM | 5       | -     | -      | 5     |
| Chad Haga              | Giant-Alpecin                | 5       | -     | -      | 5     |
| Fabrice Jeandesboz     | Direct Énergie               | 5       | -     | -      | 5     |
| Fredrik Ludvigsson     | Giant-Alpecin                | 5       | -     | -      | 5     |
| Luis Ángel Maté        | Cofidis                      | 5       | -     | -      | 5     |
| Jean-Christophe Péraud | AG2R La Mondiale             | 5       | -     | -      | 5     |
| Bruno Pires            | Roth                         | 5       | -     | -      | 5     |
| Perrig Quéméneur       | Direct Énergie               | 5       | -     | -      | 5     |
| Pierre Rolland         | Cannondale                   | 5       | -     | -      | 5     |
| Toms Skujiņš           | Cannondale                   | 5       | -     | -      | 5     |
| Dion Smith             | ONE                          | 5       | -     | -      | 5     |
| Théo Vimpère           | HP BTP-Auber 93              | 5       | -     | -      | 5     |
| Julien Bérard          | AG2R La Mondiale             | 3       | -     | -      | 3     |
| Clément Chevrier       | IAM                          | 3       | -     | -      | 3     |
| Rémy Di Grégorio       | Delko-Marseille Provence-KTM | 3       | -     | -      | 3     |
| Armindo Fonseca        | Fortuneo-Vital Concept       | 3       | -     | -      | 3     |
| Matthias Krizek        | Roth                         | 3       | -     | -      | 3     |
| Kévin Lebreton         | Armée de Terre               | 3       | -     | -      | 3     |
| Jérôme Mainard         | Armée de Terre               | 3       | -     | -      | 3     |
| Francis Mourey         | Fortuneo-Vital Concept       | 3       | -     | -      | 3     |
| Clément Venturini      | Cofidis                      | 3       | -     | -      | 3     |
| Thomas Voeckler        | Direct Énergie               | 3       | -     | -      | 3     |

## Évolution des classements
| Étape              | Vainqueur          | Classement général | Classement par points | Classement de la montagne | Classement du meilleur jeune | Classement par équipes |
| ------------------ | ------------------ | ------------------ | --------------------- | ------------------------- | ---------------------------- | ---------------------- |
| 1                  | Sam Bennett        | Sam Bennett        | Sam Bennett           | Jérémy Leveau             | Rudy Barbier                 | Stölting Service Group |
| 2                  | Thibaut Pinot      | Thibaut Pinot      | Thibaut Pinot         | Jérémy Leveau             | Sam Oomen                    | FDJ                    |
| 3                  | Thibaut Pinot      | Thibaut Pinot      | Thibaut Pinot         | Rémy Di Grégorio          | Pierre Latour                | FDJ                    |
| Classements finals | Classements finals | Thibaut Pinot      | Thibaut Pinot         | Rémy Di Grégorio          | Pierre Latour                | FDJ                    |

## Liste des participants
- Liste de départ complète

| Légende                             | Légende                                                                                                  | Légende                                | Légende                                                                                                  |
| ----------------------------------- | --- | -------------------------------------- | --- |
| Num                                 | Dossard de départ porté par le coureur sur ce Critérium international                                    | Pos                                    | Position finale au classement général                                                                    |
| Leader du classement général        | Indique le vainqueur du classement général                                                               | Leader du classement par points        | Indique le vainqueur du classement par points                                                            |
| Leader du classement de la montagne | Indique le vainqueur du classement de la montagne                                                        | Leader du classement du meilleur jeune | Indique le vainqueur du classement du meilleur jeune                                                     |
|                                     | Indique un maillot de champion national ou mondial, suivi de sa spécialité                               | #                                      | Indique la meilleure équipe                                                                              |
| NP                                  | Indique un coureur qui n'a pas pris le départ d'une étape, suivi du numéro de l'étape où il s'est retiré | AB                                     | Indique un coureur qui n'a pas terminé une étape, suivi du numéro de l'étape où il s'est retiré          |
| HD                                  | Indique un coureur qui a terminé une étape hors des délais, suivi du numéro de l'étape                   | *                                      | Indique un coureur en lice pour le classement du meilleur jeune (coureurs nés après le 1er janvier 1991) |

| AG2R La Mondiale ALM               | AG2R La Mondiale ALM         | AG2R La Mondiale ALM |
| ---------------------------------- | ---------------------------- | -------------------- |
| Num                                | Coureur                      | Pos                  |
| 1                                  | Jean-Christophe Péraud (FRA) | 20e                  |
| 2                                  | Julien Bérard (FRA)          | 35e                  |
| 3                                  | Samuel Dumoulin (FRA)        | HD-3                 |
| 4                                  | Cyril Gautier (FRA)          | 46e                  |
| 5                                  | Patrick Gretsch (GER)        | HD-3                 |
| 6                                  | Blel Kadri (FRA)             | HD-3                 |
| 7                                  | Pierre Latour (FRA)*         | 2e                   |
| 8                                  | Alexis Vuillermoz (FRA)      | 4e                   |
| Directeur sportif : Laurent Biondi |                              |                      |

| FDJ # FDJ                         | FDJ # FDJ                   | FDJ # FDJ |
| --------------------------------- | --------------------------- | --------- |
| Num                               | Coureur                     | Pos       |
| 11                                | Thibaut Pinot (FRA)         | 1er       |
| 12                                | William Bonnet (FRA)        | AB-3      |
| 13                                | Odd Christian Eiking (NOR)* | 54e       |
| 14                                | Alexandre Geniez (FRA)      | 10e       |
| 15                                | Laurent Pichon (FRA)        | AB-3      |
| 16                                | Sébastien Reichenbach (SUI) | 12e       |
| 17                                | Anthony Roux (FRA)          | HD-3      |
| 18                                | Jérémy Roy (FRA)            | HD-3      |
| Directeur sportif : Franck Pineau |                             |           |

| Fortuneo-Vital Concept FVC          | Fortuneo-Vital Concept FVC         | Fortuneo-Vital Concept FVC |
| ----------------------------------- | ---------------------------------- | -------------------------- |
| Num                                 | Coureur                            | Pos                        |
| 21                                  | Pierrick Fédrigo (FRA)             | 18e                        |
| 22                                  | Frédéric Brun (FRA)                | AB-3                       |
| 23                                  | Anthony Delaplace (FRA)            | AB-3                       |
| 24                                  | Armindo Fonseca (FRA)              | 37e                        |
| 25                                  | Kévin Ledanois (FRA)*              | 47e                        |
| 26                                  | Julien Loubet (FRA)                | NP-3                       |
| 27                                  | Francis Mourey (FRA)               | 41e                        |
| 28                                  | Chris Anker Sørensen (DEN) (Route) | 40e                        |
| Directeur sportif : Emmanuel Hubert |                                    |                            |

| Bora-Argon 18 BOA                   | Bora-Argon 18 BOA               | Bora-Argon 18 BOA |
| ----------------------------------- | ------------------------------- | ----------------- |
| Num                                 | Coureur                         | Pos               |
| 31                                  | Sam Bennett (IRL)               | AB-3              |
| 32                                  | Emanuel Buchmann (GER)* (Route) | 13e               |
| 33                                  | Silvio Herklotz (GER)*          | HD-3              |
| 34                                  | Bartosz Huzarski (POL)          | AB-3              |
| 35                                  | Patrick Konrad (AUT)*           | 56e               |
| 36                                  | Gregor Mühlberger (AUT)*        | 39e               |
| 37                                  | Dominik Nerz (GER)              | 7e                |
| 38                                  | Paul Voss (GER)                 | 14e               |
| Directeur sportif : Christian Pömer |                                 |                   |

| Cannondale CPT                       | Cannondale CPT                   | Cannondale CPT |
| ------------------------------------ | -------------------------------- | -------------- |
| Num                                  | Coureur                          | Pos            |
| 41                                   | Pierre Rolland (FRA)             | 30e            |
| 42                                   | Lawson Craddock (USA)*           | 6e             |
| 43                                   | Phillip Gaimon (USA)             | 11e            |
| 44                                   | Moreno Moser (ITA)               | AB-3           |
| 45                                   | Ramūnas Navardauskas (LTU) (Clm) | AB-3           |
| 46                                   | Toms Skujiņš (LAT)*              | 19e            |
| 47                                   | Davide Villella (ITA)*           | 9e             |
| 48                                   |                                  |                |
| Directeur sportif : Bingen Fernández |                                  |                |

| IAM                              | IAM                       | IAM  |
| -------------------------------- | ------------------------- | ---- |
| Num                              | Coureur                   | Pos  |
| 51                               | Jérôme Coppel (FRA) (Clm) | 57e  |
| 52                               | Marcel Aregger (SUI)      | AB-3 |
| 53                               | Matthias Brändle (AUT)    | AB-3 |
| 54                               | Clément Chevrier (FRA)*   | 36e  |
| 55                               | Stefan Denifl (AUT)       | DSQ  |
| 56                               | Jonathan Fumeaux (SUI)    | 61e  |
| 57                               | Pirmin Lang (SUI)         | AB-3 |
| 58                               |                           |      |
| Directeur sportif : Mario Chiesa |                           |      |

| Cofidis COF                        | Cofidis COF              | Cofidis COF |
| ---------------------------------- | ------------------------ | ----------- |
| Num                                | Coureur                  | Pos         |
| 61                                 | Arnold Jeannesson (FRA)  | 3e          |
| 62                                 | Yoann Bagot (FRA)        | 44e         |
| 63                                 | Rayane Bouhanni (FRA)*   | AB-3        |
| 64                                 | Loïc Chetout (FRA)*      | HD-3        |
| 65                                 | Jérôme Cousin (FRA)      | AB-3        |
| 66                                 | Luis Ángel Maté (ESP)    | 23e         |
| 67                                 | Anthony Turgis (FRA)*    | AB-3        |
| 68                                 | Clément Venturini (FRA)* | 34e         |
| Directeur sportif : Alain Deloeuil |                          |             |

| Giant-Alpecin TGA                     | Giant-Alpecin TGA         | Giant-Alpecin TGA |
| ------------------------------------- | ------------------------- | ----------------- |
| Num                                   | Coureur                   | Pos               |
| 71                                    | Sam Oomen (NED)*          | 5e                |
| 72                                    | Caleb Fairly (USA)        | AB-3              |
| 73                                    | Chad Haga (USA)           | 22e               |
| 74                                    | Ji Cheng (CHN)            | AB-3              |
| 75                                    | Carter Jones (USA)        | 55e               |
| 76                                    | Fredrik Ludvigsson (SWE)* | 29e               |
| 77                                    |                           |                   |
| 78                                    |                           |                   |
| Directeur sportif : Arthur van Dongen |                           |                   |

| Stölting Service Group SSG      | Stölting Service Group SSG    | Stölting Service Group SSG |
| ------------------------------- | ----------------------------- | -------------------------- |
| Num                             | Coureur                       | Pos                        |
| 81                              | Linus Gerdemann (GER)         | AB-3                       |
| 82                              | Rasmus Guldhammer (DEN)       | AB-3                       |
| 83                              | Lennard Kämna (GER)*          | AB-3                       |
| 84                              | Romain Lemarchand (FRA)       | AB-3                       |
| 85                              | Christian Mager (GER)*        | 48e                        |
| 86                              | Rasmus Christian Quaade (DEN) | AB-3                       |
| 87                              | Sven Reutter (GER)*           | AB-3                       |
| 88                              | Fabian Wegmann (GER)          | HD-3                       |
| Directeur sportif : Jochen Hahn |                               |                            |

| Direct Énergie DEN                   | Direct Énergie DEN        | Direct Énergie DEN |
| ------------------------------------ | ------------------------- | ------------------ |
| Num                                  | Coureur                   | Pos                |
| 91                                   | Thomas Voeckler (FRA)     | 45e                |
| 92                                   | Lilian Calmejane (FRA)*   | 16e                |
| 93                                   | Jérémy Cornu (FRA)*       | AB-3               |
| 94                                   | Fabien Grellier (FRA)*    | 59e                |
| 95                                   | Fabrice Jeandesboz (FRA)  | 17e                |
| 96                                   | Perrig Quéméneur (FRA)    | 28e                |
| 97                                   | Romain Sicard (FRA)       | 8e                 |
| 98                                   | Guillaume Thévenot (FRA)* | HD-3               |
| Directeur sportif : Benoît Génauzeau |                           |                    |

| Delko-Marseille Provence-KTM DMP    | Delko-Marseille Provence-KTM DMP | Delko-Marseille Provence-KTM DMP |
| ----------------------------------- | -------------------------------- | -------------------------------- |
| Num                                 | Coureur                          | Pos                              |
| 101                                 | Rémy Di Grégorio (FRA)           | 31e                              |
| 102                                 | Julien El Fares (FRA)            | 50e                              |
| 103                                 | Delio Fernández (ESP)            | 25e                              |
| 104                                 | Benjamin Giraud (FRA)            | AB-3                             |
| 105                                 | Thierry Hupond (FRA)             | NP-2                             |
| 106                                 | Christophe Laborie (FRA)         | 49e                              |
| 107                                 | Yannick Martinez (FRA)           | AB-3                             |
| 108                                 | Quentin Pacher (FRA)*            | 60e                              |
| Directeur sportif : Gilles Pauchard |                                  |                                  |

| Roth ROT                        | Roth ROT                   | Roth ROT |
| ------------------------------- | -------------------------- | -------- |
| Num                             | Coureur                    | Pos      |
| 111                             | Valentin Baillifard (SUI)* | AB-3     |
| 112                             | Nicolas Baldo (FRA)        | AB-3     |
| 113                             | David Belda (ESP)          | 58e      |
| 114                             | Nico Brüngger (SUI)        | HD-3     |
| 115                             | Matthias Krizek (AUT)      | 38e      |
| 116                             | Andrea Pasqualon (ITA)     | HD-3     |
| 117                             | Bruno Pires (POR)          | 24e      |
| 118                             | Roland Thalmann (SUI)*     | HD-3     |
| Directeur sportif : Uwe Peschel |                            |          |

| ONE                                 | ONE                            | ONE  |
| ----------------------------------- | ------------------------------ | ---- |
| Num                                 | Coureur                        | Pos  |
| 121                                 | Matthew Goss (AUS)             | AB-3 |
| 122                                 | Marcin Białobłocki (POL) (Clm) | AB-3 |
| 123                                 | Karol Domagalski (POL)         | AB-3 |
| 124                                 | Richard Handley (GBR)          | 53e  |
| 125                                 | James Oram (NZL)*              | 52e  |
| 126                                 | Dion Smith (NZL)*              | 27e  |
| 127                                 | Steele Von Hoff (AUS)          | AB-3 |
| 128                                 | Peter Williams (GBR)           | AB-3 |
| Directeur sportif : Matthew Winston |                                |      |

| HP BTP-Auber 93 AUB                  | HP BTP-Auber 93 AUB        | HP BTP-Auber 93 AUB |
| ------------------------------------ | -------------------------- | ------------------- |
| Num                                  | Coureur                    | Pos                 |
| 131                                  | Romain Feillu (FRA)        | AB-3                |
| 132                                  | Flavien Dassonville (FRA)* | 26e                 |
| 133                                  | Pierre Gouault (FRA)*      | AB-3                |
| 134                                  | Julien Guay (FRA)          | 42e                 |
| 135                                  | Guillaume Levarlet (FRA)   | AB-3                |
| 136                                  | Anthony Maldonado (FRA)*   | AB-3                |
| 137                                  | Maxime Renault (FRA)       | AB-3                |
| 138                                  | Théo Vimpère (FRA)         | 15e                 |
| Directeur sportif : Stéphane Javalet |                            |                     |

| Roubaix Métropole européenne de Lille RML | Roubaix Métropole européenne de Lille RML | Roubaix Métropole européenne de Lille RML |
| ----------------------------------------- | ----------------------------------------- | ----------------------------------------- |
| Num                                       | Coureur                                   | Pos                                       |
| 141                                       | Rudy Barbier (FRA)*                       | AB-3                                      |
| 142                                       | Julien Antomarchi (FRA)                   | AB-3                                      |
| 143                                       | Jérémy Leveau (FRA)*                      | AB-3                                      |
| 144                                       | Daan Myngheer (BEL)*                      | AB-1                                      |
| 145                                       | Florent Pereira (FRA)*                    | AB-3                                      |
| 146                                       | Jimmy Turgis (FRA)*                       | AB-3                                      |
| 147                                       | Maxime Vantomme (BEL)                     | AB-3                                      |
| 148                                       | Louis Verhelst (BEL)                      | AB-1                                      |
| Directeur sportif : Daniel Verbrackel     |                                           |                                           |

| Armée de Terre ADT               | Armée de Terre ADT      | Armée de Terre ADT |
| -------------------------------- | ----------------------- | ------------------ |
| Num                              | Coureur                 | Pos                |
| 151                              | Yoann Barbas (FRA)      | HD-3               |
| 152                              | Julien Duval (FRA)      | AB-3               |
| 153                              | Yann Guyot (FRA)        | 43e                |
| 154                              | Kévin Lebreton (FRA)*   | 32e                |
| 155                              | Jérôme Mainard (FRA)    | 33e                |
| 156                              | Stéphane Poulhiès (FRA) | AB-3               |
| 157                              | Jimmy Raibaud (FRA)*    | AB-3               |
| 158                              | Thomas Rostollan (FRA)  | 51e                |
| Directeur sportif : Jimmy Casper |                         |                    |